# Valeggio (Lombardia)
Valeggio (lombardul: Valegg) település Olaszországban, Lombardia régióban, Pavia megyében. Lakosainak száma 184 fő (2023. január 1.). Valeggio Alagna, Dorno, Ferrera Erbognone, Scaldasole, Tromello és Ottobiano községekkel határos.

## Népesség
A település lakossága az elmúlt években az alábbi módon változott:
| Lakosok száma | 223  | 222  | 184  |
|               | 2017 | 2018 | 2023 |